# Alison Owen
Alison Mary Owen, född 18 februari 1961 i Portsmouth i Hampshire, är en brittisk (engelsk) filmproducent. Hon har bland annat varit producent på filmer som Moonlight & Valentino (1995), Elizabeth (1998), Sylvia (2003), Shaun of the Dead (2004), Proof (2005), Den andra systern Boleyn (2007/2008), Saving Mr. Banks (2013), Tulpanfeber (2017) och Back to Black (2024).
Owen är mor till popsångerskan Lily Allen och skådespelaren Alfie Allen, som hon har från sitt äktenskap med skådespelaren och komikern Keith Allen. Utöver de två barnen med Allen, så har hon även ytterligare ett barn, dottern Sarah Owen (född 1980), som hon blev gravid med som artonåring år 1979. Hon har efter äktenskapet med Keith Allen haft ett förhållande med komikern Harry Enfield, för att sedan gifta sig med konstchefen Aaron Batterham, som hon än idag (2025) fortfarande är gift med.

## Filmografi (i urval)
- 2024 – Back to Black
- 2019 – How to Build a Girl
- 2017 – Tulpanfeber
- 2016 – Livet efter dig
- 2015 – Suffragette
- 2014 – The Giver (endast exekutiv producent)
- 2013 – Saving Mr. Banks
- 2011 – Jane Eyre
- 2008 – Den andra systern Boleyn
- 2005 – Proof
- 2004 – Shaun of the Dead
- 2003 – Sylvia
- 1998 – Elizabeth
- 1995 – Moonlight & Valentino
- 1993 – The Young Americans
- 1991 – Hear My Song